# Josep Cuní
Josep Cuní Llaudet (Tiana, Barcelona, 4 de octubre de 1953) es un periodista, locutor de radio y presentador de televisión español.

## Biografía
Es hijo de pescaderos, a quienes ayudaba de niño los veranos repartiendo el pescado. Empezó a trabajar en la radio para evitar madrugar como su padre en la pescaderia, aunque haciendo programas matinales.

### Radio y televisión
Inició su carrera profesional en la radio mientras estudiaba Derecho por las noches, pasando por la escuela de Radio Juventud de Barcelona, pasando por Radio Terrassa  y Radio Barcelona (Cadena SER). En 1984 recaló en la recién creada Catalunya Ràdio, donde llegó a ejercer de jefe de programación.
En 1995 se marchó seis meses a Estados Unidos y cuando regresó a Cataluña fichó por otra emisora recién fundada: COMRàdio. En esta presentó el magacín matinal Els matins amb Josep Cuní durante cuatro temporadas. En el verano del 2000, Cuní abandonó COMRàdio y se trasladó con su programa y su equipo a otra emisora recién nacida, Ona Catalana, en la que permaneció durante tres años.
El 23 de abril de 2004 Cuní comenzó a presentar un magacín informativo para la televisión pública catalana: Els matins (TV3). Allí permaneció durante siete temporadas. Gracias a este espacio ganó el Premio Ondas en 2005 en la categoría de "Mejor programa o mejor tratamiento de un acontecimiento" y un Premio Micrófono de Oro en 2009. También ha presentado para TV3 L'Aventura quotidiana y Coses que passen. Durante toda su trayectoria ha ganado cinco Premios Ondas.
En junio de 2011, anunció que abandonaría la dirección de Els Matins para fichar por la televisión privada 8tv como director y presentador del programa 8 al día, un magacín informativo de tres horas por las tardes. El programa se consolidó en Cataluña con un amplio porcentaje de audiencia en su franja horaria, pero dejó de emitirse sin previo aviso el 30 de junio de 2017.
En 2018 arrancó la dirección de  'Aquí, amb Josep Cuní', en SER Cataluña. Estuvo al frente de este programa matinal durante 4 años. Durante los años 2022 a 2024 dirigió el informativo 24 horas en Radio Nacional de España. Entre septiembre de 2024 y julio de 2025 editó y presentó Las mañanas de RNE. 

### Docencia
Ejerció como profesor en la Universidad Pompeu Fabra entre 1993 y 1998.
| Programa   | Cadena de Televisión | Año       |
| ---------- | -------------------- | --------- |
| Els matins | TV3                  | 2004-2011 |
| 8 al dia   | 8tv                  | 2011-2017 |